# Coeliodidymocystis kamegaii
Coeliodidymocystis kamegaii är en plattmaskart. Coeliodidymocystis kamegaii ingår i släktet Coeliodidymocystis och familjen Didymozoidae. Inga underarter finns listade i Catalogue of Life.